# Velingrová (usedlost)
Velingrová je bývalá viniční usedlost v Praze 6-Dejvicích, která stojí v Šáreckém údolí při cestě.

## Historie
V polovině 17. století vznikl spojením dvou vinic jeden vinohrad o celkové výměře 9 strychů. Vlastnil jej sekretář české kanceláře a královský hofrychréř Jan Benedikt Smolík a po jeho smrti byl rozdělen mezi jeho dvě dcery. Marie Eleonora se provdala za Jana Jiřího Wendlingra, po kterém usedlost získala název. Obě vinice se opět spojily, když Wendlingrova dcera Johanka dostala druhou část darem od své tety Theodory Paciencii provdané Turkové ze Šenfeldu. Roku 1715 postoupila Johanka usedlost svému bratrovi Františku Kazimírovi Leveneurovi z Grünvaldu. Za válek o rakouské dědictví byla usedlost s vinicí poničena a Leveneur ji nedlouho poté prodal bohnickému sedlákovi Jakubu Jarošovi.
Roku 1784 patřila k usedlosti zahrada, pole a pastvina, roku 1840 měla 4 pole, 3 pastviny, zahradu a lado v celkové výměře 4 jitra pozemků.
Od roku 1865 vlastnili usedlost manželé Nackovi a jejich dědicové. V polovině 19. století byla přestavěna.